# Turniej Gwiazdkowy 1998
Turniej Gwiazdkowy 1998 – 6. edycja turnieju żużlowego rozgrywanego w Pile, który odbył się 6 grudnia 1998. Zwyciężył Piotr Świst.

## Wyniki

### Turniej zasadniczy
- Piła, 6 grudnia 1998
- NCD: Tomasz Gollob - 70,40 w wyścigu 1
- Sędzia: Wojciech Grodzki

| Msc. | Zawodnik                | Klub         | Pkt   |               |  |
| ---- | ----------------------- | ------------ | ----- | ------------- |  |
| 1    | (2) Piotr Świst         | Rzeszów      | 13+3  | (1,3,3,3,3)   |  |
| 2    | (10) Jacek Gollob       | Bydgoszcz    | 9+3+2 | (3,3,1,d,2)   |  |
| 3    | (3) Tomasz Gollob       | Bydgoszcz    | 12+1  | (3,3,2,1,3)   |  |
| 4    | (7) Sebastian Ułamek    | Częstochowa  | 11+0  | (2,2,3,3,1)   |  |
| 5    | (5) Rafał Dobrucki      | Piła         | 9+2   | (3,1,2,3,d)   |  |
| 6    | (9) Krzysztof Cegielski | Gorzów Wlkp. | 6+3+2 | (2,0,2,1,1)   |  |
| 7    | (11) Rafał Okoniewski   | Piła         | 11+1  | (1,2,3,2,3)   |  |
| 8    | (8) Robert Flis         | Piła         | 3+2   | (0,dst,1,t,2) |  |
| 9    | (6) Adam Skórnicki      | Leszno       | 3+1   | (1,1,0,1,0)   |  |
| 10   | (4) Waldemar Walczak    | Gorzów Wlkp. | 6+d   | (2,0,0,2,2)   |  |
| 11   | (12) Mariusz Franków    | Piła         | 4     | (0,2,0,2)     |  |
| 12   | (1) Jacek Krzyżaniak    | Toruń        | 1     | (0,1)         |  |
|      | rez. Jarosław Hampel    | Piła         |       | (1,0,1)       |  |

Bieg po biegu
1. [70,74] T.Gollob, Walczak, Świst, Krzyżaniak
2. [71,09] Dobrucki, Ułamek, Skórnicki, Flis
3. [71,20] J.Gollob, Cegielski, Okoniewski, Franków
4. [71,64] J.Gollob, Ułamek, Krzyżaniak, Flis
5. [72,10] Świst, Okoniewski, Skórnicki, Walczak
6. [71,00] T.Gollob, Franków, Dobrucki, Cegielski
7. [71,45] Ułamek, Cegielski, Hampel, Skórnicki (Hampel za Krzyżaniaka)
8. [72,60] Świst, Dobrucki, J.Gollob, Walczak
9. [73,10] Okoniewski, T.Gollob, Flis, Franków
10. [74,40] Dobrucki, Franków, Skórnicki, Hampel (Hampel za Krzyżaniaka)
11. [73,86] Świst, Walczak, Cegielski, Flis
12. [74,20] Ułamek, Okoniewski, T.Gollob, J.Gollob
13. [74,70] Okoniewski, Flis, Hampel, Dobrucki (Hampel za Krzyżaniaka)
14. [74,20] Świst, Walczak, Ułamek, Franków
15. [65,70] T.Gollob, J.Gollob, Cegielski, Skórnicki

### Finał C
1. [77,40] Cegielski, Flis, Skórnicki, Walczak

### Finał B
1. [76,27] J.Gollob, Dobrucki, Cegielski, Okoniewski

### Finał A
1. [76,40] Świst, J.Gollob, T.Gollob, Ułamek